# پال کواچ
پال کواچ (به مجاری: Kovács Pál) ورزشکار مرد رشتهٔ شمشیربازی اهل کشور مجارستان است. وی در بین سال‌های ‎۱۹۳۶ تا ۱۹۶۰ میلادی در مسابقات بازی‌های المپیک تابستانی در مجموع ۷ مدال، شامل ۶ مدال طلا و ۱ برنز را کسب کرد.